# Elección de la Cámara de Consejeros de Japón de 2010
La 22º elección de los miembros de la Cámara de Consejeros (第22回参議院議員通常選挙 Dainijūnikai Sangiingiin Tsūjōsenkyo?) para la Cámara Alta del parlamento japonés se realizó el 11 de julio de 2010. En la última elección realizada en 2007, el Partido Liberal Democrático de Japón perdió su mayoría ante el opositor Partido Democrático de Japón.
El resultado de esta elección provocó que el gobernante Partido Democrático perdiera la mayoría en la Cámara de Consejeros, mientras que el opositor Partido Liberal Democrático fue el mayor beneficiado al obtener mejores resultados que en la elección de 2007.

## Trasfondo
Esta elección ser la primera en donde el Partido Democrático y su aliado, el Nuevo Partido del Pueblo, conforman un gobierno desde 2009 que terminó con 55 años de gobierno casi continuo del Partido Liberal Democrático. Tras las elecciones de la cámara baja, el 30 de agosto de 2009, asumió como primer ministro Yukio Hatoyama, con una coalición de tres partidos, que incluía también el Partido Socialdemócrata.
No obstante, el gobierno de Hatoyama fue efímero, al renunciar sus pretensiones de transferir la Base Aérea de Futenma, ocupada por el Ejército de los Estados Unidos, en la isla de Okinawa. Dicha negativa provocó la salida de los socialdemócratas del gobierno a finales de mayo de 2010 y tras presiones de los principales miembros del Partido Demócrata, que temían una complicación en esta elección de la Cámara de Consejeros, Hatoyama renunció tanto a la presidencia del partido como su cargo de primer ministro el 2 de junio de 2010. El 4 de junio, el vice primer ministro y Ministro de Finanzas, Naoto Kan, fue elegido nuevo presidente del partido y ratificado por la Dieta como nuevo primer ministro.
Esta elección representa un desafío para el Partido Democrático, que busca conocer sus niveles de aceptación entre el pueblo japonés, por lo que el partido desea obtener 56 de los escaños para mantener una mayoría en la cámara. De no lograrlo, la oposición podría representar una carga en el liderazgo de Naoto Kan, aunque la Cámara de Consejeros tiene un poder político reducido y es la Cámara de Representantes (la Cámara Baja) quien determina la gobernabilidad del país al partido con mayoría.

Gráfico de simpatía a los partidos políticos (2009-2010). Liberal Democrático   Democrático   Nuevo Komeito   Comunista   Socialdemócrata   Minna no Tō   Otros (con representación parlamentaria como el NPP, NPJ y TN)   Ninguno   Otros (sin representación parlamentaria)
Gráfico de aprobación y desaprobación de los gabinetes (2009-2010).

## Composición de los escaños a disputar
En esta elección se renovará la mitad de los escaños de la cámara (de un total de 242, se renovarán 121). De estos 121, 73 escaños pertenecen a las circunscripciones o distritos electorales, mientras que los 48 restantes son electos por representación proporcional a través de una lista nacional.
| Coalición | Coalición                                                                          | Distrito electoral | Proporcional | Total |
| --------- | ---------------------------------------------------------------------------------- | ------------------ | ------------ | ----- |
|           | Partido Democrático/Shinryokufūkai/Nuevo Partido del Pueblo/Nuevo Partido de Japón | 37                 | 19           | 56    |
|           | Partido Liberal Democrático                                                        | 25                 | 13           | 38    |
|           | Kōmeitō                                                                            | 3                  | 8            | 11    |
|           | Shintō Kaikaku                                                                     | 3                  | 2            | 5     |
|           | Partido Comunista                                                                  | 0                  | 4            | 4     |
|           | Partido Socialdemócrata/«Alianza para la Protección de la Constitución»            | 1                  | 2            | 3     |
|           | Tachiagare Nippon                                                                  | 1                  | 0            | 1     |
|           | Independientes (excluye al Presidente de la Cámara = PDJ)                          | 2                  | 0            | 2     |
| Total     | Total                                                                              | 72                 | 48           | 120   |

| Escaños ocupados por partido (al 27 de abril de 2010): Gobierno Partido Democrático Nuevo Partido del Pueblo Oposición Partido Liberal Democrático Kōmeitō Shintō Kaikaku Partido Socialdemócrata Tachiagare Nippon Independientes v Vacante | Escaños ocupados por partido (al 27 de abril de 2010): Gobierno Partido Democrático Nuevo Partido del Pueblo Oposición Partido Liberal Democrático Kōmeitō Shintō Kaikaku Partido Socialdemócrata Tachiagare Nippon Independientes v Vacante | Escaños ocupados por partido (al 27 de abril de 2010): Gobierno Partido Democrático Nuevo Partido del Pueblo Oposición Partido Liberal Democrático Kōmeitō Shintō Kaikaku Partido Socialdemócrata Tachiagare Nippon Independientes v Vacante | Escaños ocupados por partido (al 27 de abril de 2010): Gobierno Partido Democrático Nuevo Partido del Pueblo Oposición Partido Liberal Democrático Kōmeitō Shintō Kaikaku Partido Socialdemócrata Tachiagare Nippon Independientes v Vacante | Escaños ocupados por partido (al 27 de abril de 2010): Gobierno Partido Democrático Nuevo Partido del Pueblo Oposición Partido Liberal Democrático Kōmeitō Shintō Kaikaku Partido Socialdemócrata Tachiagare Nippon Independientes v Vacante | Escaños ocupados por partido (al 27 de abril de 2010): Gobierno Partido Democrático Nuevo Partido del Pueblo Oposición Partido Liberal Democrático Kōmeitō Shintō Kaikaku Partido Socialdemócrata Tachiagare Nippon Independientes v Vacante | Escaños ocupados por partido (al 27 de abril de 2010): Gobierno Partido Democrático Nuevo Partido del Pueblo Oposición Partido Liberal Democrático Kōmeitō Shintō Kaikaku Partido Socialdemócrata Tachiagare Nippon Independientes v Vacante | Escaños ocupados por partido (al 27 de abril de 2010): Gobierno Partido Democrático Nuevo Partido del Pueblo Oposición Partido Liberal Democrático Kōmeitō Shintō Kaikaku Partido Socialdemócrata Tachiagare Nippon Independientes v Vacante |            |              | Hokkaidō   |
| Escaños ocupados por partido (al 27 de abril de 2010): Gobierno Partido Democrático Nuevo Partido del Pueblo Oposición Partido Liberal Democrático Kōmeitō Shintō Kaikaku Partido Socialdemócrata Tachiagare Nippon Independientes v Vacante | Escaños ocupados por partido (al 27 de abril de 2010): Gobierno Partido Democrático Nuevo Partido del Pueblo Oposición Partido Liberal Democrático Kōmeitō Shintō Kaikaku Partido Socialdemócrata Tachiagare Nippon Independientes v Vacante | Escaños ocupados por partido (al 27 de abril de 2010): Gobierno Partido Democrático Nuevo Partido del Pueblo Oposición Partido Liberal Democrático Kōmeitō Shintō Kaikaku Partido Socialdemócrata Tachiagare Nippon Independientes v Vacante | Escaños ocupados por partido (al 27 de abril de 2010): Gobierno Partido Democrático Nuevo Partido del Pueblo Oposición Partido Liberal Democrático Kōmeitō Shintō Kaikaku Partido Socialdemócrata Tachiagare Nippon Independientes v Vacante | Escaños ocupados por partido (al 27 de abril de 2010): Gobierno Partido Democrático Nuevo Partido del Pueblo Oposición Partido Liberal Democrático Kōmeitō Shintō Kaikaku Partido Socialdemócrata Tachiagare Nippon Independientes v Vacante | Escaños ocupados por partido (al 27 de abril de 2010): Gobierno Partido Democrático Nuevo Partido del Pueblo Oposición Partido Liberal Democrático Kōmeitō Shintō Kaikaku Partido Socialdemócrata Tachiagare Nippon Independientes v Vacante | Escaños ocupados por partido (al 27 de abril de 2010): Gobierno Partido Democrático Nuevo Partido del Pueblo Oposición Partido Liberal Democrático Kōmeitō Shintō Kaikaku Partido Socialdemócrata Tachiagare Nippon Independientes v Vacante | Escaños ocupados por partido (al 27 de abril de 2010): Gobierno Partido Democrático Nuevo Partido del Pueblo Oposición Partido Liberal Democrático Kōmeitō Shintō Kaikaku Partido Socialdemócrata Tachiagare Nippon Independientes v Vacante | Aomori     |              |            |
| Escaños ocupados por partido (al 27 de abril de 2010): Gobierno Partido Democrático Nuevo Partido del Pueblo Oposición Partido Liberal Democrático Kōmeitō Shintō Kaikaku Partido Socialdemócrata Tachiagare Nippon Independientes v Vacante | Escaños ocupados por partido (al 27 de abril de 2010): Gobierno Partido Democrático Nuevo Partido del Pueblo Oposición Partido Liberal Democrático Kōmeitō Shintō Kaikaku Partido Socialdemócrata Tachiagare Nippon Independientes v Vacante | Escaños ocupados por partido (al 27 de abril de 2010): Gobierno Partido Democrático Nuevo Partido del Pueblo Oposición Partido Liberal Democrático Kōmeitō Shintō Kaikaku Partido Socialdemócrata Tachiagare Nippon Independientes v Vacante | Escaños ocupados por partido (al 27 de abril de 2010): Gobierno Partido Democrático Nuevo Partido del Pueblo Oposición Partido Liberal Democrático Kōmeitō Shintō Kaikaku Partido Socialdemócrata Tachiagare Nippon Independientes v Vacante | Escaños ocupados por partido (al 27 de abril de 2010): Gobierno Partido Democrático Nuevo Partido del Pueblo Oposición Partido Liberal Democrático Kōmeitō Shintō Kaikaku Partido Socialdemócrata Tachiagare Nippon Independientes v Vacante | Escaños ocupados por partido (al 27 de abril de 2010): Gobierno Partido Democrático Nuevo Partido del Pueblo Oposición Partido Liberal Democrático Kōmeitō Shintō Kaikaku Partido Socialdemócrata Tachiagare Nippon Independientes v Vacante | Escaños ocupados por partido (al 27 de abril de 2010): Gobierno Partido Democrático Nuevo Partido del Pueblo Oposición Partido Liberal Democrático Kōmeitō Shintō Kaikaku Partido Socialdemócrata Tachiagare Nippon Independientes v Vacante | Escaños ocupados por partido (al 27 de abril de 2010): Gobierno Partido Democrático Nuevo Partido del Pueblo Oposición Partido Liberal Democrático Kōmeitō Shintō Kaikaku Partido Socialdemócrata Tachiagare Nippon Independientes v Vacante | Akita      | Iwate        |            |
| Escaños ocupados por partido (al 27 de abril de 2010): Gobierno Partido Democrático Nuevo Partido del Pueblo Oposición Partido Liberal Democrático Kōmeitō Shintō Kaikaku Partido Socialdemócrata Tachiagare Nippon Independientes v Vacante | Escaños ocupados por partido (al 27 de abril de 2010): Gobierno Partido Democrático Nuevo Partido del Pueblo Oposición Partido Liberal Democrático Kōmeitō Shintō Kaikaku Partido Socialdemócrata Tachiagare Nippon Independientes v Vacante | Escaños ocupados por partido (al 27 de abril de 2010): Gobierno Partido Democrático Nuevo Partido del Pueblo Oposición Partido Liberal Democrático Kōmeitō Shintō Kaikaku Partido Socialdemócrata Tachiagare Nippon Independientes v Vacante | Escaños ocupados por partido (al 27 de abril de 2010): Gobierno Partido Democrático Nuevo Partido del Pueblo Oposición Partido Liberal Democrático Kōmeitō Shintō Kaikaku Partido Socialdemócrata Tachiagare Nippon Independientes v Vacante | Escaños ocupados por partido (al 27 de abril de 2010): Gobierno Partido Democrático Nuevo Partido del Pueblo Oposición Partido Liberal Democrático Kōmeitō Shintō Kaikaku Partido Socialdemócrata Tachiagare Nippon Independientes v Vacante | Escaños ocupados por partido (al 27 de abril de 2010): Gobierno Partido Democrático Nuevo Partido del Pueblo Oposición Partido Liberal Democrático Kōmeitō Shintō Kaikaku Partido Socialdemócrata Tachiagare Nippon Independientes v Vacante | Escaños ocupados por partido (al 27 de abril de 2010): Gobierno Partido Democrático Nuevo Partido del Pueblo Oposición Partido Liberal Democrático Kōmeitō Shintō Kaikaku Partido Socialdemócrata Tachiagare Nippon Independientes v Vacante | Escaños ocupados por partido (al 27 de abril de 2010): Gobierno Partido Democrático Nuevo Partido del Pueblo Oposición Partido Liberal Democrático Kōmeitō Shintō Kaikaku Partido Socialdemócrata Tachiagare Nippon Independientes v Vacante | Niigata    | Yamagata     | Miyagi     |
| | | | | | | | Ishikawa | Toyama     | Tochigi (-1) | Fukushima  |
| | | | | | | Fukui | Nagano v | Gunma (-1) | Saitama      | Ibaraki    |
| | | Shimane | Tottori | Hyōgo | Kioto | Shiga | Gifu | Yamanashi  | Tokio (+1)   | Chiba (+1) |
| | | Yamaguchi | Hiroshima | Okayama | Ōsaka | Nara | Aichi | Shizuoka   | Kanagawa     |            |
| Saga | Fukuoka | | | | | Wakayama | Mie |            |              |            |
| Nagasaki | Kumamoto | Ōita | | Ehime | Kagawa | | |            |              |            |
| | Kagoshima | Miyazaki | | Kōchi | Tokushima | | |            |              |            |
| Okinawa | | | | | | | |            |              |            |

## Distribución de los candidatos
| Total                                                      | Número de candidatos | Número de candidatos | Número de candidatos | Escaños a disputar | Cantidad de escaños previos a la elección |
| Total                                                      | Total                | Distrito electoral   | Proporcional         | Escaños a disputar | Cantidad de escaños previos a la elección |
| ---------------------------------------------------------- | -------------------- | -------------------- | -------------------- | ------------------ | ----------------------------------------- |
| Partido Democrático                                        | 106                  | 61                   | 45                   | 54                 | 116                                       |
| Partido Liberal Democrático                                | 84                   | 49                   | 35                   | 38                 | 71                                        |
| Komeitō                                                    | 20                   | 3                    | 17                   | 11                 | 21                                        |
| Partido Comunista                                          | 64                   | 46                   | 18                   | 4                  | 7                                         |
| Nuevo Partido del Pueblo                                   | 9                    | 2                    | 7                    | 3                  | 6                                         |
| Shintō Kaikaku                                             | 12                   | 7                    | 5                    | 5                  | 6                                         |
| Partido Socialdemócrata                                    | 14                   | 8                    | 6                    | 3                  | 5                                         |
| Tachiagare Nippon                                          | 14                   | 4                    | 10                   | 1                  | 3                                         |
| Minna no Tō                                                | 44                   | 21                   | 23                   | 0                  | 1                                         |
| Partido de la Realización de la Felicidad                  | 24                   | 19                   | 5                    | 0                  | 1                                         |
| Partido de la Innovación de Japón                          | 10                   | 4                    | 6                    | -                  | -                                         |
| Freeway Club                                               | 1                    | 1                    | 0                    | -                  | -                                         |
| Akitsu Shintō                                              | 1                    | 1                    | 0                    | -                  | -                                         |
| Partido de la Sonrisa                                      | 1                    | 1                    | 0                    | -                  | -                                         |
| Shintō Honshitsu                                           | 1                    | 1                    | 0                    | -                  | -                                         |
| Partido de la Paz y de la Abolición de las Armas Nucleares | 1                    | 1                    | 0                    | -                  | -                                         |
| Partido de la Comunidad Económica Mundial                  | 1                    | 1                    | 0                    | -                  | -                                         |
| Joseitō (Partido de las Mujeres)                           | 10                   | 0                    | 10                   | -                  | -                                         |
| Independientes                                             | 21                   | 21                   | -                    | 1                  | 4                                         |
| Total                                                      | 438                  | 251                  | 187                  | 121                | 241                                       |

## Resultados
| Alianzas y partidos                                                                                    | Alianzas y partidos                                | Escaños prefecturales 2010 | +/− | Escaños proporcionales 2010 | +/− | Votos prefecturales | %                 | Votos proporcionales | %      | +/− | Electos en 2010 | No electos | Total de escaños |
| --- | -------------------------------------------------- | -------------------------- | --- | --------------------------- | --- | ------------------- | ----------------- | -------------------- | ------ | --- | --------------- | ---------- | ---------------- |
| | Partido Liberal Democrático (PLD) Jimintō – 自民党 | 39                         | 16  | 12                          | 2   |                     |                   | 14.071.438           | 24,1%  | 13  | 51              | 33         | 84               |
| Nuevo Komeitō (NK) Kōmeitō – 公明党                                                                    | 3                                                  | 1                          | 6   | 1                           |     |                     | 7.639.437         | 13,1%                | 2      | 9   | 10              | 19         |                  |
| Shintō Kaikaku (SK) Kaikaku – 改革                                                                     | 0                                                  | 0                          | 1   | 1                           |     |                     | 1.172.394         | 2,0%                 | 4      | 1   | 1               | 2          |                  |
| Coalición PLD-NK-SK                                                                                    | 42                                                 | 17                         | 19  | 3                           |     |                     | 21,883,269        | 39,2%                | 7      | 61  | 44              | 105        |                  |
| | Partido Democrático (PDJ) Minshutō – 民主党        | 28                         | 12  | 16                          | 4   |                     |                   | 18.450.138           | 31,6%  | 16  | 44              | 62         | 106              |
| Nuevo Partido del Pueblo (NPP) Kokuminshintō – 国民新党                                                | 0                                                  | 1                          | 0   | 1                           |     |                     | 1.000.034         | 1,7%                 | 3      | 0   | 3               | 3          |                  |
| Nuevo Partido de Japón (NPJ) (como independiente alineado al gobierno, según la NHK) Shintō – 新党日本 | 0                                                  | 0                          | 0   | 1                           |     |                     | incluido en otros | incluido en otros    | 0      | 0   | 1               | 1          |                  |
| Coalición PDJ-NPP                                                                                      | 28                                                 | 13                         | 16  | 5                           |     |                     | 19.450.172        | 33,3%                | 19     | 44  | 65              | 110        |                  |
| |                                                    |                            |     |                             |     |                     |                   |                      |        |     |                 |            |                  |
| Minna no Tō (MT) Minna no Tō – みんなの党                                                              | 3                                                  | 3                          | 7   | 7                           |     |                     | 7.943.875         | 13,6%                | 10     | 10  | 1               | 11         |                  |
| Partido Comunista Japonés (PCJ) Kyōsantō – 共産党                                                      | 0                                                  | 0                          | 3   | 0                           |     |                     | 3.563.554         | 6,1%                 | 1      | 3   | 3               | 6          |                  |
| Partido Socialdemócrata (PSD) Shamintō – 社民党                                                        | 0                                                  | 0                          | 2   | 0                           |     |                     | 2.242.735         | 3,8%                 | 0      | 2   | 2               | 4          |                  |
| Tachiagare Nippon (TN) Tachini – たち日                                                                | 0                                                  | 0                          | 1   | 1                           |     |                     | 1.232.207         | 2,1%                 | 1      | 1   | 2               | 3          |                  |
| Partido de la Realización de la Felicidad (PRF) Kōfuku – 幸福                                          | 0                                                  | 0                          | 0   | 0                           |     |                     | 229.024           | 0,4%                 | 0      | 0   | 1               | 1          |                  |
| Otros independientes, incluyendo a Keiko Itokazu del Okinawa Shakai Taishū-tō                          | 0                                                  | 7                          | 0   | 0                           |     |                     |                   |                      | 2      | 0   | 2               | 2          |                  |
| Total (% de participación)                                                                             | Total (% de participación)                         | 73                         | —   | 48                          | —   |                     | 100.0%            |                      | 100.0% | 2   | 121             | 121        | 242              |